# 柏原恭子
柏原恭子（かしわばら きょうこ）は、日本の経済産業官僚。

## 来歴
東京大学法学部卒業。国家公務員一種試験（法律区分）を受験し、民間企業を経て、1994年 通商産業省入省。1995年 通商産業省産業政策局総務課産業組織政策室。1998年から2000年までスタンフォード大学ビジネススクール留学。2000年6月 通商産業省通商政策局技術協力課総括班長。2009年7月 経済産業省産業技術環境局環境経済企画調査官。2014年8月18日 経済産業省商務情報政策局文化情報関連産業課長。2015年7月31日 経済産業省通商政策局国際経済課長。2019年7月5日 経済産業省通商政策局特別通商交渉官。2020年7月20日 経済産業省貿易経済協力局総務課長。2021年7月1日 経済産業省通商政策局サイバー国際経済政策統括調整官兼大臣官房ビジネス・人権政策統括調整官兼通商政策局通商戦略統括調整官。2022年7月1日経済産業省通商政策局通商機構部長。

## 略歴
- 1994年4月：通商産業省入省。
- 1995年：通商産業省産業政策局総務課産業組織政策室。
- 1996年：資源エネルギー庁石油部計画課。
- 1998年：留学（スタンフォード大学ビジネススクール）。
- 2000年6月：通商産業省通商政策局技術協力課総括班長[2]。
- 2001年：経済産業省貿易経済協力局技術協力課。
- 2002年：経済産業省製造産業局参事官補佐。
- 2004年：経済産業省商務情報政策局消費経済政策課。
- 2007年：経済産業省貿易経済協力局貿易管理課。
- 2009年7月：経済産業省産業技術環境局環境経済企画調査官。
- 2014年8月18日：経済産業省商務情報政策局文化情報関連産業課長。
- 2015年7月31日：経済産業省通商政策局国際経済課長。
- 2019年7月5日：経済産業省通商政策局特別通商交渉官。
- 2020年7月20日：経済産業省貿易経済協力局総務課長。
- 2021年7月1日：経済産業省通商政策局サイバー国際経済政策統括調整官 兼 大臣官房ビジネス・人権政策統括調整官 兼 通商政策局通商戦略統括調整官[5]。
- 2022年7月1日：経済産業省通商政策局通商機構部長。
- 2024年7月1日：経済産業省通商政策局国際経済部長 兼 ビジネス・人権政策統括調整官